# Um Min Young
Um Min Young (Corea del Sur, 10 de noviembre de 1915 - Tokio, Japón, 10 de diciembre de 1969) fue un diplomático de Corea del Sur.
En 1939 se graduó en el Colegio Imperial de Derecho de la Universidad de Kyushu en Japón. 
Durante la última década de la ocupación japonesa, sirvió como magistrado en el Condado de Imsil y el Condado de Muju, en la provincia Jeolla del Norte.
Después de la Segunda Guerra Mundial ocupó el puesto de Director de agricultura y temas forestales en Jeolla del Sur. Luego fue profesor de derecho administrativo en la Universidad Nacional de Seúl y en una universidad en Daegu. En 1957 fue nombrado decano de la Facultad de Derecho de la Universidad de Kyung Hee.
Después del colapso de la Primera República por la revolución de abril de 1960, del 17 de diciembre de 1963 al 11 de mayo de 1964, en la Segunda República de Corea del Sur, fue elegido miembro de la Cámara de Consejeros en la afiliación del Partido Demócrata de 1955. Después del golpe del 16 de mayo de 1961, fue afiliado al Partido Liberal Democrático y nombrado asesor de Chang Do-yong, presidente del Consejo Supremo para la Reconstrucción Nacional. 
En dos ocasiones, del 17 de diciembre de 1963 al 11 de mayo de 1964 y del 15 de abril de 1966 al 28 de junio de 1967, ocupó el puesto de ministro del Interior, en la Tercera República de Corea del Sur. 
El 16 de septiembre de 1967 fue nombrado embajador en Tokio, puesto que seguía ocupando cuando murió.